# Slickstones Quarry
Slickstones Quarry est un site paléontologique situé à Cromhall, au sud du Gloucestershire en Angleterre, classé « site d'intérêt scientifique particulier » en 1966.

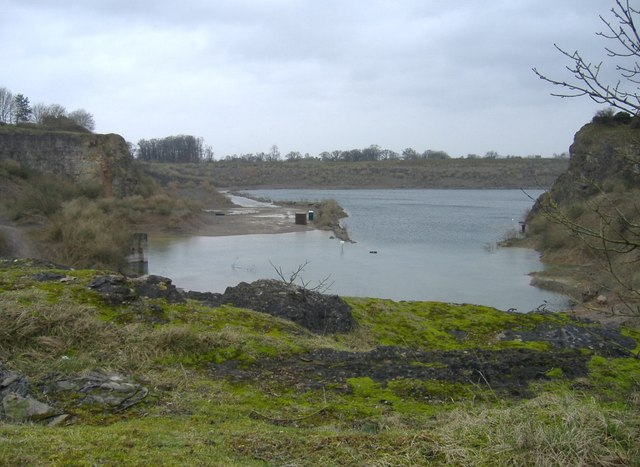
Vue du site en 2007.

Elle était initialement exploitée en tant que carrière de calcaires du Carbonifère, mais des remplissages sédimentaires de fissures riches en fossiles, d'âge Trias supérieur (probablement du Norien), y ont été trouvés. Parmi ces fossiles, ceux d'un animal, Agnosphitys cromhallensis, dont l'attribution initiale au clade des dinosauromorphes est très débattue.
Le site comprend aussi un centre de plongée sous-marine.